# Echthrodelphax
Echthrodelphax is een geslacht van vliesvleugelige insecten van de familie Tangwespen (Dryinidae).

## Soorten
- E. baenai (Olmi, 1995)
- E. hortusensis (Abdul-Nour, 1976)
- E. italicus (Olmi, 1984)